# Шайба (деталь)

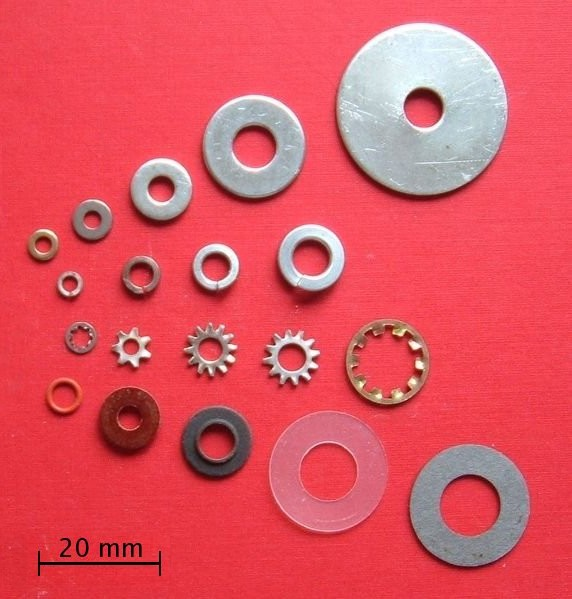
Различные типы шайб

Ша́йба (от нем. Scheibe) — крепёжное изделие. Шайба может подкладываться под гайку или головку другого крепёжного изделия (болта, винта, шурупа, самореза), под шплинт и т.п. для создания большей площади опорной поверхности, предотвращения самоотвинчивания крепёжной детали. Также увеличение площади прижима позволяет применить большее усилие затяжки, предохраняет поверхность скрепляемых деталей (конструкций) от повреждений, увеличивает степень уплотнения соединения с прокладкой. Некоторые виды шайб (колец), в т.ч. шайба упорная быстросъемная, шайба стопорная Starlock, кольца пружинные упорные плоские наружные эксцентрические ГОСТ 13942, кольца пружинные упорные плоские внутренние концентрические ГОСТ 13941, служат самостоятельными крепёжными элементами, фиксируясь в канавках, расположенных на стержнях (валах, осях) или в отверстиях конструктивных элементов.
Помимо типовых, существует также множество специальных шайб, изготавливаемых машиностроительными и иными предприятиями для специфического применения. Их функции могут отличаться от крепёжных. Например, дистанционные шайбы служат для изменения расстояния между конструктивными элементами, расположенными на одном валу (оси) или в одном отверстии.

## Виды шайб
- Шайба плоская нормальная ГОСТ 11371 / DIN 125
- Шайба плоская увеличенная ГОСТ 6958 / DIN 9021
- Шайба плоская уменьшенная ГОСТ 10450 / DIN 433
- Шайба пружинная (гровер) ГОСТ 6402 / DIN 127
- Шайба стопорная с лапками ГОСТ 13463 / DIN 463
- Шайба упорная быстросъемная ГОСТ 11648 / DIN 6799
- Шайба зубчатая ГОСТ 10463 / DIN 6798 (форма A, J, V)
- Шайба косая ГОСТ 10906 / DIN 434
- Шайба многолапчатая ГОСТ 11872 / DIN 5406
- Шайба тарельчатая DIN 6796
- Шайба круглая
- Шайба коническая

## Пружинная шайба

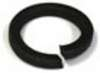
Пружинная шайба.

Пружинная шайба (шайба Гровера, гровер) — разрезная круглая шайба, концы которой расположены в разных плоскостях. Служит для предотвращения самоотвинчивания резьбовых соединений за счет упругой деформации шайбы под нагрузкой.
Согласно ГОСТ 6402, шайбы могут изготавливаться четырёх типов (лёгкие, нормальные, тяжёлые, особо тяжёлые). Отличие типов состоит в размерах поперечного сечения шайбы и величине силы, необходимой для её упругой деформации. Шайбы могут изготавливаться из пружинной стали марок 65Г, 70, 30Х13. Возможно изготовление из бронзы (марки БрКМц 3-1 ГОСТ 18175-78) или других цветных сплавов. Твердость стальных шайб должна быть 40—48 HRC, бронзовых — не менее 90 HRB.
Обиходные названия шайбы — «шайба Гровера», «гровер», происходят от фамилии Джона Гровера (1836—1892) — английского инженера, который изобрел этот тип шайб. Согласно ГОСТ 27017 термин «шайба Гровера» является недопустимым синонимом термина «пружинная шайба» и не должен применяться во всех видах документации и литературы, входящих в сферу действия стандартизации или использующих результаты этой деятельности.
Стандарты пружинных шайб:
- ГОСТ 6402-70* — Шайбы пружинные. Технические условия;
- DIN 127 B — Stainless lock washer with smooth ends (пружинная шайба с притуплёнными кромками);
- DIN 127 A — Stainless lock washer with tang end (пружинная шайба с острыми кромками);
- DIN 128 A — Curved spring lock washers (пружинная шайба выпуклая);
- DIN 128 B — Wave spring lock washers (пружинная шайба волнистая);
- DIN 7980 — High collar spring lock washers, spring steel for socket head cap screws (шайба пружинная для винтов с цилиндрической головкой).

Типовые размеры пружинных шайб согласно ГОСТ 6402-70:
- Условный диаметр крепёжной детали - от 4 мм до 48 мм;
- Толщина - от 1 мм до 10 мм;
- Диаметр шайбы - от 4.1 мм до 48.5 мм.

При маркировке шайбы указывают диаметр и тип шайбы, а также марку стали.

## Плоская шайба
Плоская шайба применяется в случае недостаточности площади контакта прилегающей поверхности головки болта (или гайки) с поверхностью детали либо при опасности повреждения материала детали. Применение шайб возможно также при опасности провала головки болта или элементов механической фиксации резьбового соединения (таких как шайба, пружинная шайба или корончатая шайба) в отверстие в детали. В остальных случаях применение плоских шайб считается нецелесообразным.

## Шайба упорная быстросъемная
Шайба упорная быстросъемная ГОСТ 11648 / DIN 6799 имеет вид незамкнутого кольца.